# Mycteroperca prionura
Mycteroperca prionura là một loài cá thuộc họ Serranidae. Nó là loài đặc hữu của México.